# Петрович, Гайо
Гайо Петрович (серб. Гајо Петровић, хорв. Gajo Petrović, макед. Гајо Петровиќ, 12 марта 1927, Карловац — 13 июня 1993, Загреб) — югославский философ, марксистский гуманист, один из главных теоретиков «школы праксиса» (лат. Praxis) и редактор журнала «Праксис» (греч. πραξις) с самого его основания и до смерти Петровича.

## Академическая карьера
Поступил на философский факультет Университета Загреба. В 1947—1948 гг. учится как студент по обмену в СССР и подвергается репрессиям за критику философских взглядов Сталина. По возвращении в Югославию, окончил университет и с 1950 г. начал преподавать на философском факультете в Университете Загреба, чем и занимался до выхода на пенсию. Защитил докторскую диссертацию по теме «Философские взгляды Георгия Плеханова». В короткий период — председатель Хорватского философского общества.
В 1986 г. печатаются его «Избранные труды», а в 2001 г., посмертно, в Загребе печатается сборник трудов «Реальность и критика».

## Философские взгляды
Уже в 1950-х Петрович становится критиком сталинских философских тезисов. В начале 1960-х его философские взгляды эволюционируют в сторону толкования марксизма через философские труды раннего Маркса. Отмежевание от сталинских догм и их критика с позиций самоуправленческого социализма режима Тито, но с постоянной критикой и последнего, а также прочие взгляды «школы праксиса» доводят до конфликта с властью. В 1968 г. Петрович поддерживает студенческие протесты. После этого собирается партийный комитет Университета Загреба и 9 июня и Петровича исключают из Союза коммунистов Югославии.
Члены «школы праксиса» приходят к выводу, что современное им общество социалистических стран с теорией Маркса не совпадает. Они одновременно критикуют и советский социализм и титовский, так как, по Марксу, ни там, ни там нет социализма. Из-за чего многие члены школы вынуждены в 1980-х эмигрировать из страны.

## Творчество
Петрович — автор 14 книг и многих статей и эссе:
- «Англиска та емпиристичка филозофија» (1955)
- «Филозофски те погледи на Г. В. Плеханов» (1957)
- «Логика» (1964)
- «Од Лок до Ајер» (1964)
- Reification Архивная копия от 8 сентября 2016 на Wayback Machine (1965)
- «Филозофија та и марксизм от» (1965)
- «Можноста на човек от» (1969)
- «Филозофија та и револуција та» (1971)
- «Зошто праксис» (1972) Why Praxis? Архивная копия от 12 марта 2016 на Wayback Machine
- «Мислење на револуција там» (1978)
- «Маркс и марксисти те» (1986)
- «Во потрага по слобода та» (1990)